# シャトー・ルージュ駅
シャトー・ルージュ駅（―えき、Château Rouge)は、フランス・パリ18区にあるパリメトロの駅。
駅名となっている、シャトー・ルージュは1760年頃に建てられた均整の取れた邸宅Château Rougeの地にちなんでいる。

## 隣の駅
パリメトロ
■4号線
マルカデ＝ポワソニエ駅 - シャトー・ルージュ駅 - バルベス＝ロシュシュアール駅